# えびのインターチェンジ
えびのインターチェンジは、宮崎県えびの市にある九州自動車道のインターチェンジである。
八代JCTからえびのICまでの区間は、全長5kmを超える長大トンネルである肥後トンネルや加久藤トンネルがあることから、危険物積載車両の通行は禁止されている。当該車両は国道221号または南九州西回り自動車道と国道268号を経由することになる。
えびのJCTから鹿児島方面が開通するまでは、宮崎自動車道のインターチェンジとして扱われていた。また、料金所施設には宮崎県警察高速道路交通警察隊（えびの分駐隊）が併設されている。

## 案内板
- 20 えびの 湧水 (かつてはえびの 吉松と書かれていた。)

## 道路
- E3 九州自動車道（20番）

## 歴史
- 1976年（昭和51年）3月4日：当IC - えびのJCT - 高原IC間開通（当時、当IC - えびのJCTは宮崎自動車道扱い）。
- 1981年（昭和56年）10月1日：えびのJCT - 栗野IC開通に伴い、九州自動車道のICとなる。
- 1995年（平成7年）7月27日：人吉IC（人吉仮出入口）- 当IC間開通。これにより、九州自動車道は全線開通。青森県から鹿児島県までの高速道路網で結ばれることになった。
- 2018年（平成30年）3月24日：国土交通省の社会実験事業として、高速道路一時退出実験の試行開始[1]（ETC2.0搭載車に限定して、当ICで流出し、隣接する道の駅えびのに立ち寄り後、1時間以内に当ICから再流入して順方向に利用の場合、目的地まで高速道路を降りずに利用した場合と同じ料金に調整される。）。
- 2020年（令和2年）3月27日：高速道路一時退出実験の退出可能時間がそれまでの1時間以内から3時間以内に引き上げられる[2]。
- 2022年（令和4年）7月1日 : 高速道路一時退出実験の退出可能時間がそれまでの3時間以内から2時間以内に変更[3]。

## 接続する道路
- 国道268号

## 料金所
- ブース数：5

### 入口
- ブース数：2
  - ETC専用：1
  - ETC/一般：1

### 出口
- ブース数：3
  - ETC専用：1
  - 一般：2(自動精算機有り）

## バス停留所
当停留所停車時は、本線車道からいったん降りてランプウェイに入り、料金所手前でバス停留所専用道路に入ることで料金所を通らず停車できる構造になっており、両方向とも同一の停留所設備を使用する。 
| 路線愛称                       | 運行会社                                    | 方面 |
| ------------------------------ | ------------------------------------------- | --- |
| フェニックス号 ※各停便のみ停車 | 宮崎交通 JR九州バス 西日本鉄道 九州産交バス | 人吉IC → 八代IC → 八女IC → 久留米IC → 高速基山 → 福岡（呉服町・博多BT・天神高速BT） ※宮崎行きは降車のみ                         |
| B&Sみやざき号                  | 宮崎交通 JR九州バス 産交バス                | 新八代駅前 ※宮崎行きは降車のみ                                                                                                  |
| なんぷう号                     | 宮崎交通 九州産交バス                       | 宮崎行き：小林IC → 都城北 → 宮崎（宮交シティ・宮崎駅） 熊本行き：人吉IC → 益城 → 熊本（熊本県庁前・桜町BT・熊本駅前・西部車庫） |
| ブルーロマン号                 | 宮崎交通 長崎県交通局                       | 高速大村木場 → 諫早IC → 長崎（昭和町・長崎駅前） ※宮崎行きは降車のみ                                                            |
| マンゴーライナー               | 宮崎交通                                    | 鹿児島空港 ※宮崎行きは降車のみ                                                                                                  |

なお、えびのインターチェンジ前の国道268号上に宮崎交通の「えびのインター前」停留所がある。

## 周辺
- 宮崎県警察
  - 高速道路交通警察隊 えびの分駐隊

九州自動車道の宮崎県区間と高原インターチェンジ以西の宮崎自動車道を管轄
- 道の駅えびの
- JAえびのライスセンター、精米工場
- えびの高原
- 京町温泉

## 隣
E3 九州自動車道
(19)人吉IC/TB（廃止） - (19-1)人吉球磨スマートIC - 人吉仮出入口（廃止） - えびのPA - (20)えびのIC - (21)えびのJCT